# Evil Dead (2013)
Evil Dead is een Amerikaanse horrorfilm uit 2013 geschreven en geregisseerd door Fede Alvarez. Het is de vierde film uit de Evil Dead-franchise. Deze film is zowel een (gedeeltelijke) remake van als een vervolg op het het eerste deel uit 1981.

## Verhaal
Vijf vrienden gaan naar een afgelegen boshut met de intentie om 1 van de vrienden te ondersteunen die net afgekickt is van een drugsverslaving. Wanneer ze daar een vieze geur herleiden tot de kelder, vinden ze er onder meer ook een boek met de naam Naturan Demanto. Door hier hardop uit voor te lezen, laten ze zonder het te beseffen een kwaadaardige kracht los. Die neemt de vrienden in zijn macht en tracht hen elkaar uit te doen moorden. De kwade kracht moet namelijk vijf zielen verzwelgen om een demonisch wezen dat staat beschreven als 'The Abomination' te kunnen doen verrijzen uit de Hel.

## Rolverdeling
| Acteur              | Personage         | Opmerkingen   |
| ------------------- | ----------------- | ------------- |
| Jane Levy           | Mia               |               |
| Shiloh Fernandez    | David             |               |
| Lou Taylor Pucci    | Eric              |               |
| Jessica Lucas       | Olivia            |               |
| Elizabeth Blackmore | Natalie           |               |
| Jim McLarty         | Harold            |               |
| Phoenix Connolly    | Demonische tiener |               |
| Rupert Degas        | Demon             | stem          |
| Randal Wilson       | Demonische Mia    |               |
| Bruce Campbell      | Ash Williams      | stem en cameo |

## Vervolg
Op 9 maart 2013, een dag na de première, werd aangekondigd dat er al een vervolg in ontwikkeling was. Deze film zal meer een vervolg zijn van Army of Darkness, de derde film uit de oorspronkelijke trilogie.